# Félix Canet
Félix Canet, né le 7 mars 1837 à Albens (Savoie) et décédé le 23 mars 1911 dans la même ville, est un homme politique français. Il a été député de la Savoie de 1898 à 1902.

## Biographie
Félix Canet est né à Albens (Savoie) le 7 mars 1837. Fils de Marcelin Canet, notaire et greffier royal et de Joséphine Burnoz son épouse.
Après avoir obtenu son diplôme de licencié en droit, Félix Canet s'établit notaire à Albens, son pays natal.
Il en devint maire en 1865 et entra en 1877 au Conseil général de la Savoie où il présida la Commission départementale. Il était notaire honoraire en 1898, lorsque, âgé de 61 ans, il se présenta aux élections générales législatives du 8 mai, dans la première circonscription de Chambéry. Il fut élu au premier tour de scrutin, par 8.147 voix contre 4.097 à M. Gimet et 3.395 à M. Carret, sur 16.134 votants. Il succédait à Jules Roche qui venait d'abandonner la Savoie pour l'Ardèche.
S'adressant à ses électeurs, il déclarait dans sa profession de foi : « Républicain sous l'empire, sous l'ordre moral, adversaire du boulangisme, j'ai toujours suivi le même programme. Défenseur énergique des droits du pouvoir civil, adversaire constant et résolu du cléricalisme, que je ne confonds pas avec la religion, j'estime que la neutralité religieuse de l'État, rassure les consciences, fait régner la tolérance et garantit la paix intérieure. Je veux le maintien intégral des lois républicaines, des lois intangibles, des lois militaire et scolaire. Je suis partisan de toutes les économies ne nuisant pas à la défense nationale, de l'encouragement à l'agriculture, du développement du commerce et de l'industrie, de la décentralisation administrative, de la stabilité gouvernementale. C'est le programme d'un vieux républicain assez honnête pour ne prendre que les engagements qu'il pourra tenir. »
Il s'inscrivit au groupe Républicain progressiste et siégea dans diverses commissions spéciales et à celle de la législation fiscale.
On lui doit quelques rapports sur des opérations électorales. Il ne prit part à aucun débat. Il ne se représenta pas aux élections générales de 1902 et ne quitta plus son pays natal où il mourut le 23 mars 1911, âgé de 74 ans.
Il était Chevalier de la Légion d'honneur et Officier d'Académie.

### Sources
- « Félix Canet », dans le Dictionnaire des parlementaires français (1889-1940), sous la direction de Jean Jolly, PUF, 1960 [détail de l’édition]